# Nancy Jeffett
Nancy Pearce Jeffett, née le 16 juillet 1928 à Saint-Louis et morte le 6 juillet 2017 à Dallas, est une personnalité américaine du tennis féminin.
Elle a été introduite au International Tennis Hall of Fame en 2015.

## Biographie
Honnête joueuse dans sa jeunesse, Nancy Jeffett a été classée 10e meilleurs joueuse américaine des moins de 18 ans en 1946. Elle a fait ses études universitaires à Washington.
Elle s'est mariée en 1956 à l'homme d'affaires Frank Jeffett (1927-2005) et a eu deux enfants.
En 1968, Nancy Jeffett cofonde avec son mari et la championne Maureen Connolly la Maureen Connolly Brinker Tennis Foundation avec pour objectif la promotion du tennis chez les jeunes. Elle en assure la direction pendant une trentaine d'années. Son action a abouti à la création d'un circuit composé d'une douzaine de tournois. Connue pour son engagement en faveur des joueurs prometteurs, elle a créé des compétitions telles que le Maureen Connolly Challenge Trophy en 1973 et l'ITF Connolly Continental Cup en 1976.
Elle est à l'origine de la création du tournoi de Dallas sous le nom de Maureen Connolly Brinker Memorial en 1969, devenant ainsi l'une des premières promotrice du tennis professionnel féminin. Sponsorisée par Virginia Slims, la compétition est alors l'une des plus importantes du circuit. Elle est également la première à être retransmise à la télévision en 1972.
Considérée comme l'une des personnalités les plus influentes du tennis féminin, elle a occupé le poste de présidente de la Wightman Cup entre 1978 et 1990, ainsi que de la Coupe de la Fédération entre 1981 et 1990. En outre, elle a fait partie du comité exécutif de l'USTA entre 1973 et 1994.

## Distinctions
- USTA Service Bowl Award en 1970
- Texas Tennis Association W.T. Caswell Award en 1970
- Texas Tennis Hall of Fame en 1983
- Service to Tennis Awards from World Championship Tennis en 1983, Chuck McKinley en 1993, International Tennis Federation en 1994, Virginia Slims en 1996
- St. Louis Tennis Hall of Fame en 1999
- International Tennis Hall of Fame en 2015
- Membre honoraire du All England Lawn Tennis and Croquet Club